# Andrena oenotherae
Andrena oenotherae is een vliesvleugelig insect uit de familie Andrenidae. De wetenschappelijke naam van de soort is voor het eerst geldig gepubliceerd in 1937 door Timberlake.